# Condado de Hancock (Misisipi)
El condado de Hancock (en inglés: Hancock County), fundado en 1812, es un condado del estado estadounidense de Misisipi. En el año 2000 tenía una población de 42.967 habitantes con una densidad poblacional de 35 personas por km². La sede del condado es Bay St. Louis.
El huracán Katrina los días 28 y 29 de agosto de 2005 causó graves daños en el condado.

## Geografía
Según la Oficina del Censo, el condado tiene un área total de 1432 km² (552,9 mi²), de la cual 1235 km² (476,8 mi²) es tierra y 197 km² (76,1 mi²) es agua.

## Demografía
En el 2000 la renta per cápita promedia del condado era de $ 35 202 y el ingreso promedio para una familia era de $40 307. El ingreso per cápita para el condado era de $17 748. En 2000 los hombres tenían un ingreso per cápita de $32 229 frente a $20 066 para las mujeres. Alrededor del 14,40% de la población estaba bajo el umbral de pobreza nacional.

## Condados adyacentes
- Condado de Pearl River (norte)
- Condado de Harrison (este)
- Parroquia de St. Tammany, Luisiana (oeste)

## Localidades
Ciudades
- Bay St. Louis
- Waveland

Lugares designados por el censo
- Diamondhead
- Kiln
- Pearlington
- Shoreline Park

Áreas no incorporadas
- Bayou Caddy
- Clermont Harbor
- Lakeshore
- Ansley
- Napoleon
- Necaise

## Principales carreteras
- Interestatal 10
- U.S. Highway 90
- Carretera 43
- Carretera 53